# Золота тополя
Золота тополя - вікове дерево, одна з найстаріших тополь  України
Обхват 6,30 м, висота 20 м, вік понад 200 (за іншими припущеннями — 300) років. Росла в селі Велика Бакта  Берегівського району  Закарпатської області в парку біля будинку  Закарпатського інституту агропромислового виробництва. Частина гілок була укріплена металевою підпорою. Дерево було відображено на гербі села.
В 2023 році через погодні умови тополя, на жаль, впала на будівлю. Було пошкоджено частково стіну та кут.

## Ресурси Інтернету
- Дуб-чемпіон, дідо-дуб та золота тополя: де на Закарпатті ростуть найстаріші дерева
- У Великій Бакті впала “золота тополя”, живий символ села

## Виноски
1. 1 2   Шнайдер С. Л., Борейко В. Е., Стеценко Н. Ф. 500 выдающихся деревьев Украины. — К.: КЭКЦ, 2011. — 203 с.